# Schwendreut

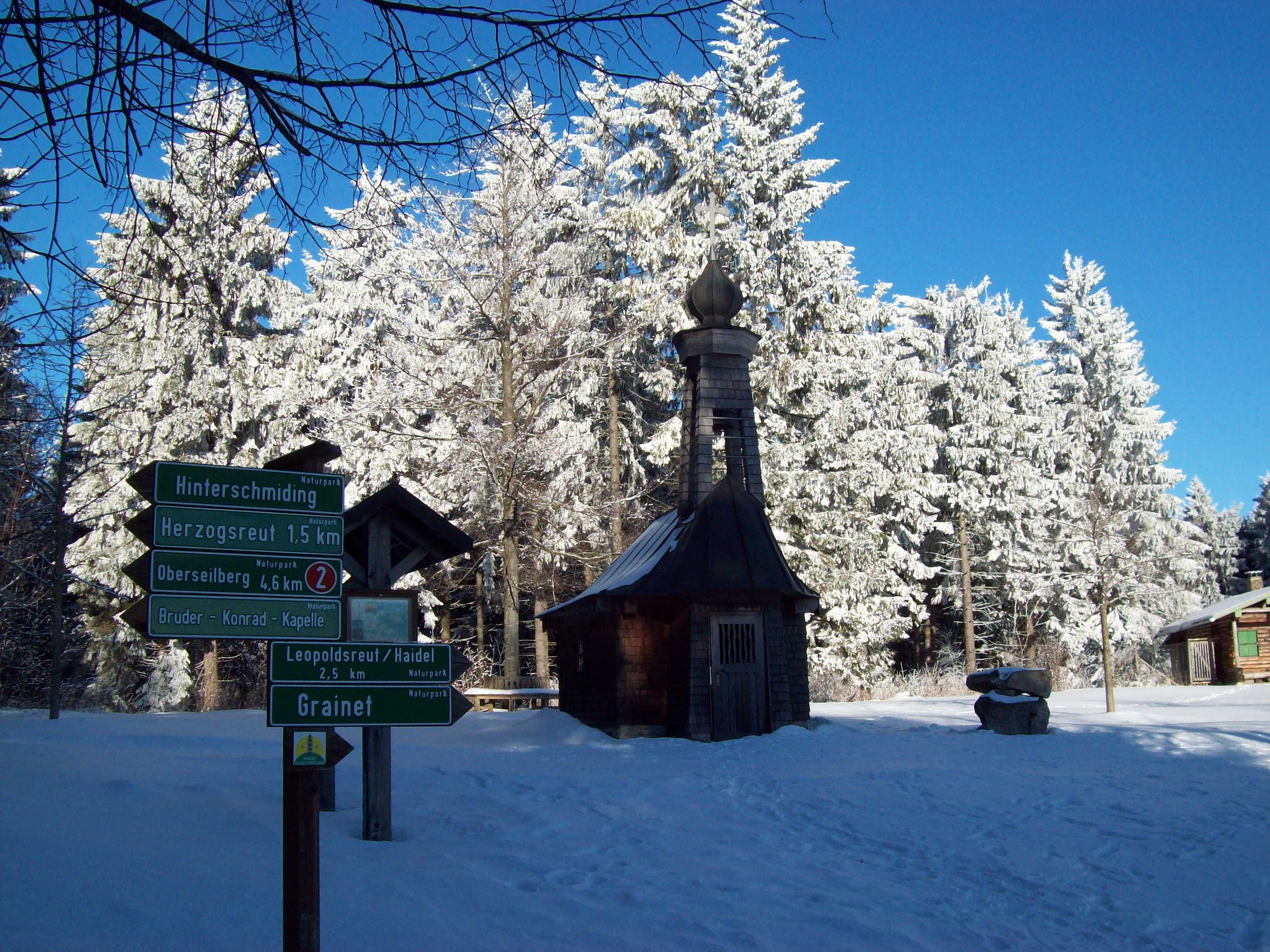
Letztes Zeugnis der niedergegangenen Ortschaft, die Waldkapelle Schwendreut

Schwendreut, auch Glaserhäuser, ist ein seit 1957 verlassenes Dorf auf dem Gebiet der  Gemeinde Grainet im niederbayerischen Landkreis Freyung-Grafenau. Die ehemalige Ortslage befindet sich etwa drei Kilometer nördlich des Ortszentrums von Grainet und steht heute unter Bodendenkmalschutz.

## Geschichte
Der Ort Schwendreut wurde im Jahre 1618 zusammen mit weiteren Orten (Herzogsreut, Leopoldsreut) in der Region vom damaligen Fürstbischof des Hochstifts Passau Erzherzog Leopold von Österreich gegründet. Die mit der Besiedlung einhergehende Erschließung des Bayerischen Waldes in diesem Gebiet sollte dabei vor allem der Sicherung der Grenze nach Böhmen dienen. Schwendreut, das wohl im Bereich einer Glashütte lag, soll zu jener Zeit 6 Anwesen gehabt haben (Hausbäckgütl, Lintenhäusl, Breitenbaumgütl, Schönbergergütl, Stadtlerhansengut, Glaßhaus). Allerdings starb das Dorf bereits einige Jahre später durch eine Pestepidemie wieder aus. Das Dorf, welches zur Herrschaft Wolfstein gehörte, unterstand dem Pfleggericht Unteramt und musste neu besiedelt werden. Dabei genoss es, wie Leopoldsreut und Herzogsreut, Steuervorteile. Denn obwohl die hiesigen Anwesen ganze Lehen waren, wurden diese laut dem Dorfrechtsbrief des Jahres 1644 nur als halbe Lehen besteuert.
Die landwirtschaftlichen Anbaubedingungen für Getreide waren bedingt durch die rauen klimatischen Verhältnisse und magere Böden auf der fast 1000 m ü. NN gelegenen Flur schwierig. Mit dem Anbau von Kartoffeln in Schwendreut ab dem Jahre 1761 verbesserten sich allerdings auch die Lebensverhältnisse im Ort, welcher etwa 100 Jahre später 8 Höfe und 80 Einwohner aufweisen konnte. Das kleine Dorf gehörte verwaltungstechnisch zunächst zu Hinterschmiding, kam aber 1818 zur Gemeinde Untergrainet, welche im Jahre 1897 in Grainet umbenannt wurde.
Die schwierigen Lebensbedingungen vor Ort, Erbteilung und Hofaufgaben führten schließlich immer mehr zum Niedergang der Ortschaft. Nachdem bereits 1910 die Schwendreuter Liegenschaften an eine Maklerfirma veräußert wurden, wurde diese 1921 komplett durch die Bayerischen Staatsforsten übernommen. Im Jahre 1932 kam es zu einem verheerenden Brand, der zur Abwanderung von weiteren Einwohnern führte. Dies hatte letztlich zur Folge, dass im Jahre 1957 auch der letzte Schwendreuter Hof verlassen wurde. Am 17. Oktober 1968 wurde der Gemeindeteil Schwendreut endgültig aufgehoben.

## Sehenswürdigkeiten
Als eines der letzten markanten Zeugnisse im Bereich der einstigen Ortslage ist heute die kleine ehemalige Dorfkapelle von Schwendreut zu finden. Der hölzerne Blockbau stammt aus dem Jahre 1755. Geprägt wird der mit einem Walmdach versehene Bau von einem mit einer Zwiebelhaube gekrönten offenen Dachreiter. Sie steht mitsamt ihrer Ausstattung unter Denkmalschutz. Außerdem wird auf dem mit einem Rastplatz ausgestatteten Gelände mit einigen Schautafeln vor Ort an die Geschichte des Dorfes und seiner Einwohner erinnert.  
Etwas außerhalb von Schwendreut wurde 1931 die Bruder-Konrad-Kapelle errichtet. Sie ist die Stiftung einer Passauer Bürgerin, die sich in Schwendreut zu einem Genesungsaufenthalt aufgehalten hatte. Beide Kapellen werden vom Kapellenverein Schwendreut gepflegt, der die Schwendreuter Waldkapelle im Jahre 1997 auch sanieren ließ. Dabei wird in der alten Dorfkapelle der ehemaligen Vorsitzenden des Vereins Eduard Schwarz (1940–2006) und Bernhard Knon (1961–2009) gedacht.

## Kultur
Jeden letzten Sonntag im Juli findet das traditionelle Schwendreuter Waldfest statt. Organisiert und ausgerichtet wird die Veranstaltung vom „Bayerischen Wald-Verein - Sektion Leopoldsreut“.
Touristisch angebunden ist Schwendreut durch mehrere hier entlangführende Wanderwege.